# Rezerwat przyrody Piecki
Rezerwat przyrody Piecki – florystyczny rezerwat przyrody na obszarze Zaborskiego Parku Krajobrazowego i gminy Brusy.
Został utworzony w roku 2001. Powierzchnia rezerwatu wynosi 19,42 ha, natomiast jego otulina zajmuje 93,85 ha. Ochronie rezerwatu podlega obszar trzech jezior Piecki, Piecki Małe i Kaczewo wraz z okolicznymi torfowiskami wysokimi i przejściowymi oraz borem bagiennym. Jezioro Piecki jest jeziorem lobeliowym. Występują tu stanowiska roślin podlegających ochronie i rzadkich (m.in. rosiczka okrągłolistna, rosiczka pośrednia, rosiczka długolistna, bażyna czarna, widłak wroniec i widłak goździsty).
Najbliższa miejscowość to Rolbik.